# 小行星11911
小行星11911（11911 Angel）是一颗绕太阳运转的小行星，为主小行星带小行星。该小行星于1992年6月4日发现。

## 轨道参数
小行星11911的轨道半长轴为3.1953116 UA，离心率为0.158。